# Синміхаю-Ромин
Синміхаю-Ромин (рум. Sânmihaiu Român) — село у повіті Тіміш в Румунії. Входить до складу комуни Синміхаю-Ромин.
Село розташоване на відстані 417 км на захід від Бухареста, 12 км на південний захід від Тімішоари.

## Населення
За даними перепису населення 2002 року у селі проживали 1788 осіб.
Національний склад населення села:
| Національність | Кількість осіб | Відсоток |
| -------------- | -------------- | -------- |
| румуни         | 1690           | 94,5%    |
| угорці         | 74             | 4,1%     |
| німці          | 7              | 0,4%     |
| цигани         | 6              | 0,3%     |
| серби          | 5              | 0,3%     |

Рідною мовою назвали:
| Мова      | Кількість осіб | Відсоток |
| --------- | -------------- | -------- |
| румунська | 1716           | 96,0%    |
| угорська  | 54             | 3,0%     |
| сербська  | 5              | 0,3%     |